# تنش (گیاهی)
تنش‌ها (به انگلیسی: Stresses) در پاسخ به ناهنجاری‌های محیطی در گیاهان بروز می‌کنند. از جمله تنش‌های گیاهی می‌توان تنش خشکی، تنش شوری و تنش عناصر سنگین را نام‌برد تنش گیاهی شرایطی است که گیاه در محیط رشدی غیرایده‌آل قرار دارد. تأثیر تنش ممکن است منجر به کاهش رشد و عملکرد، آسیب دائمی یا حتی مرگ گیاه شود. تنش‌های گیاهی به‌طورکلی به دو دستهٔ تنش‌های زیستی و تنش‌های غیرزیستی تقسیم می‌شوند.

## تنش‌های زیستی و غیر زیستی
تنش زیستی در گیاهان به‌وسیلهٔ جانداران (موجودات زنده) ایجاد می‌شود به ویژه توسط ویروس‌ها، باکتری‌ها، قارچ‌ها، نماتدها، آفات (حشرات) و علف‌های هرز. در مقابل تنش‌های غیرزیستی به‌وسیلهٔ عوامل محیطی مانند خشکی، گرما، سرما، شوری و عناصر سنگین ایجاد می‌شوند.